# バルカ県
バルカー県（バルカけん、محافظة البلقاء）は、ヨルダンを構成する県（ムハーファザ）の1つである。県都は、アンマンが首都とされる以前のトランスヨルダンでは最も大きな町だったサルト。面積の小さな県だが、人口はヨルダンでも4番目に多く、人口密度は高い。

## 隣接する県
- イルビド県
- アジュルン県
- ジャラシュ県
- ザルカ県
- アンマン県
- マダバ県
- エリコ県

## 下位行政区画

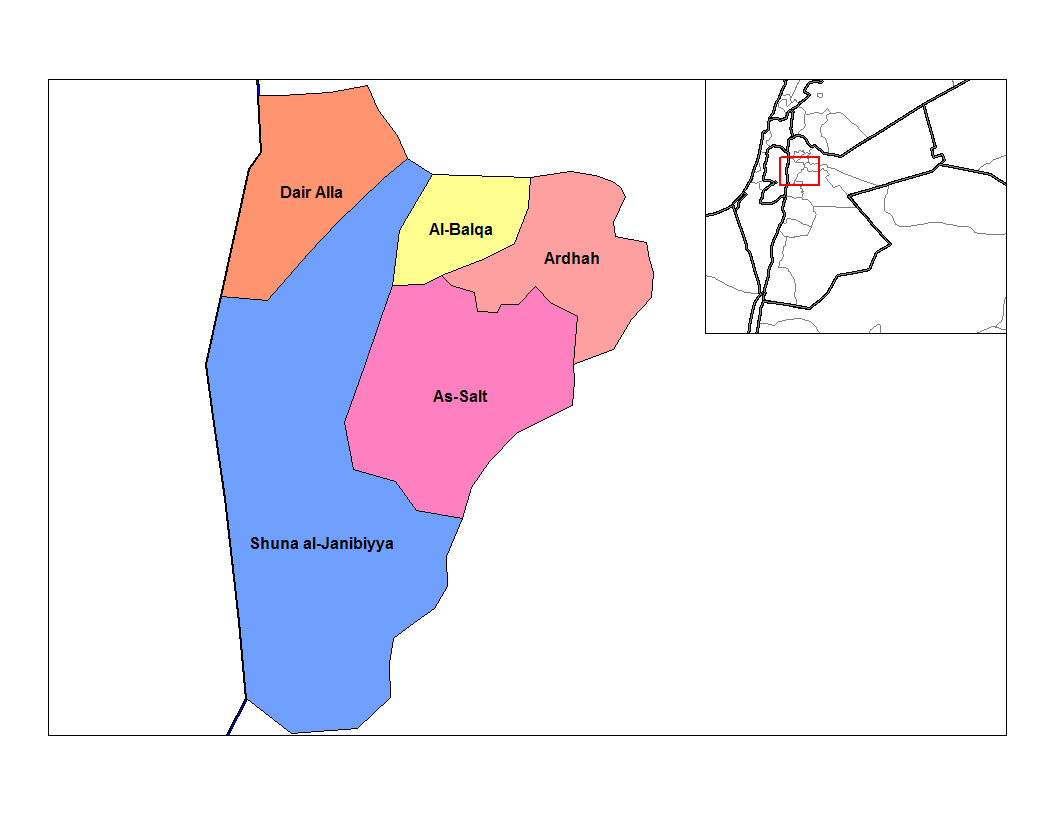
バルカ県の郡

- لواء عين الباشا (Liwā' ‘Ayn al Bāshā)
- لواء الشونة الجنوبية (Liwā' ash Shūnah al Janūbīyah)
- لواء دير علا (Liwā' Dayr ‘Allā)
- لواء ماحص والفحيص (Liwā' Māhiş wa al Fuḩayş)
- لواء قصبة السلط (Qasabat As Salt)

## 関連項目

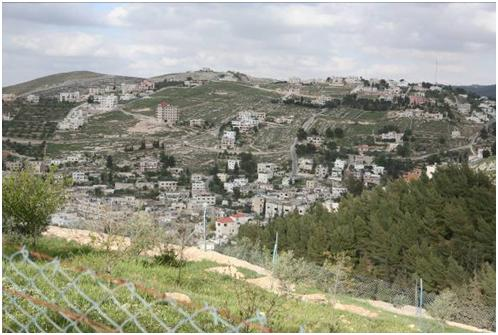
フヘイス（Fuheis）の町